# ابردین (اوهایو)
ابردین، اوهایو (به انگلیسی: Aberdeen, Ohio) در ایالات متحده آمریکا با جمعیت ۱٬۶۳۸ نفر است که در شهرستان براون واقع شده‌است.

## نگارخانه

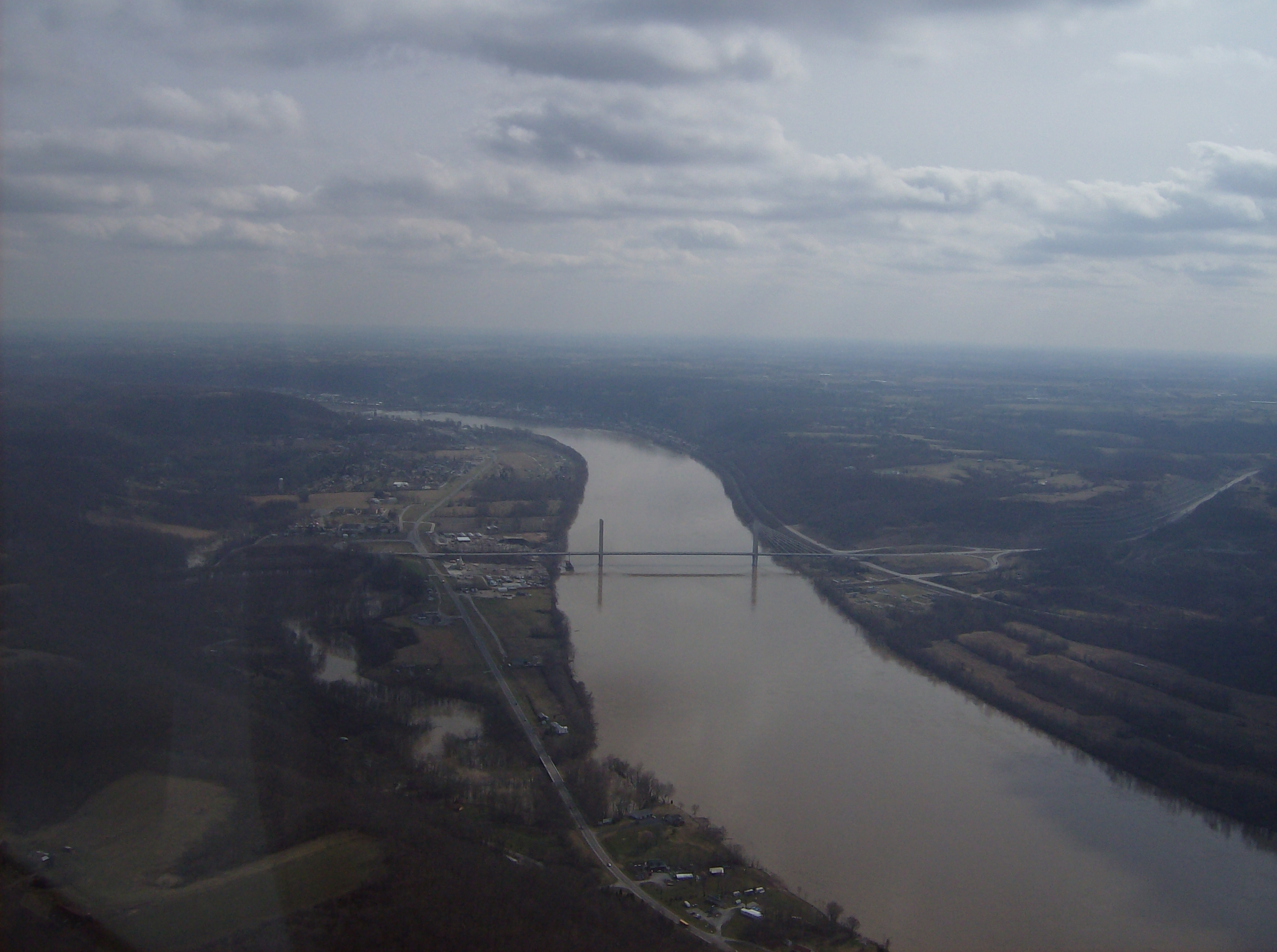
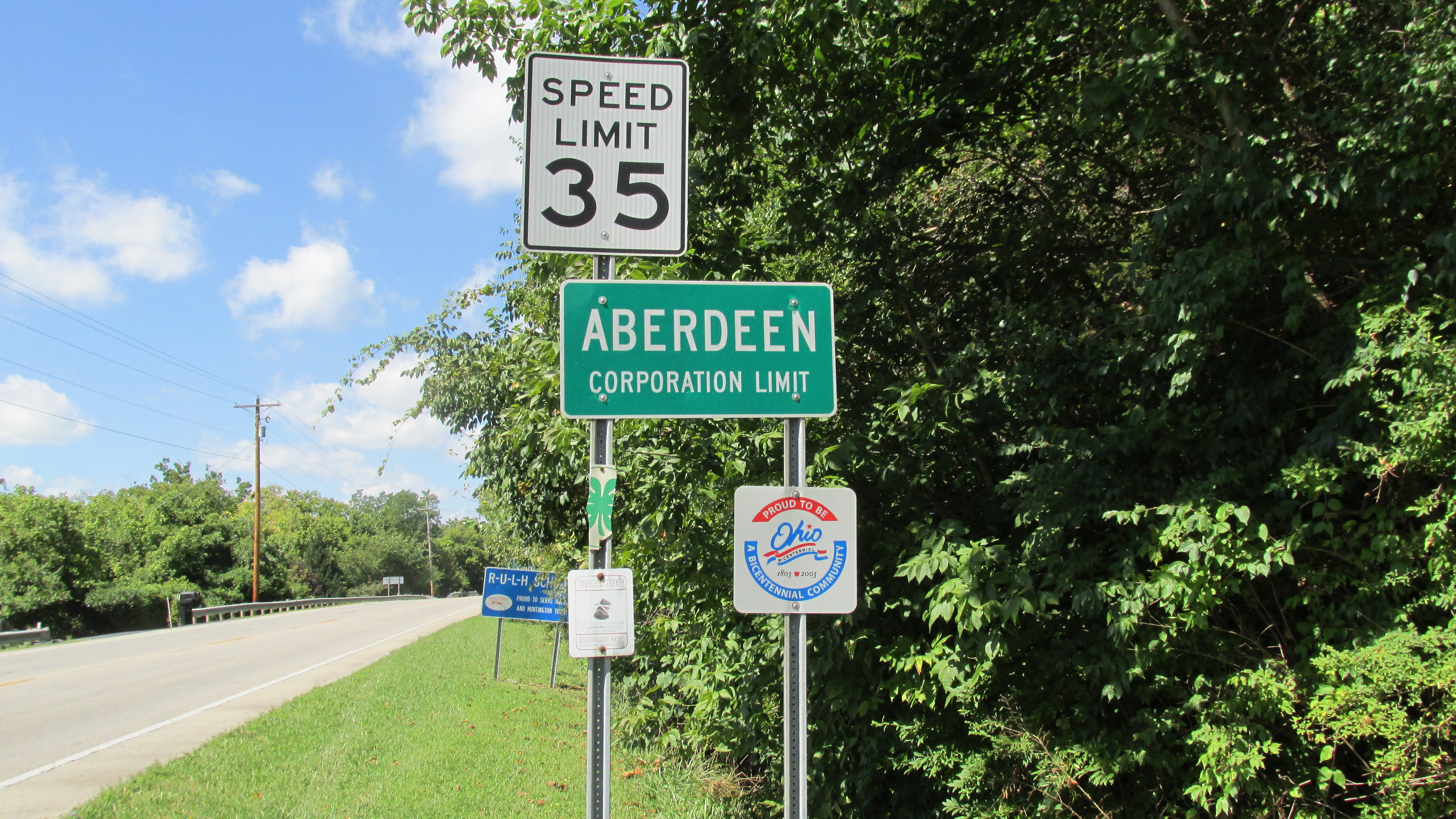
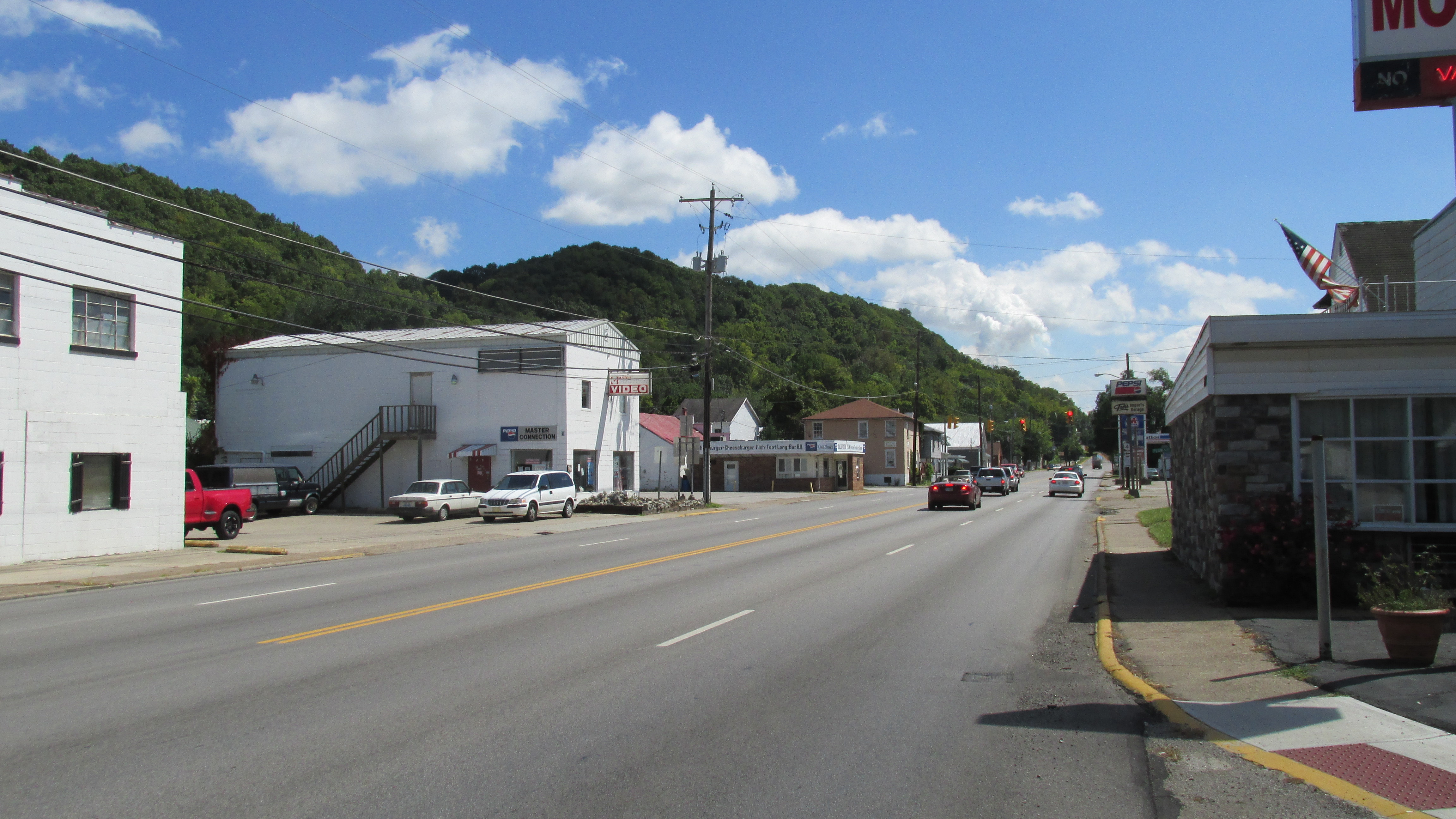